# Dorothea Sattler

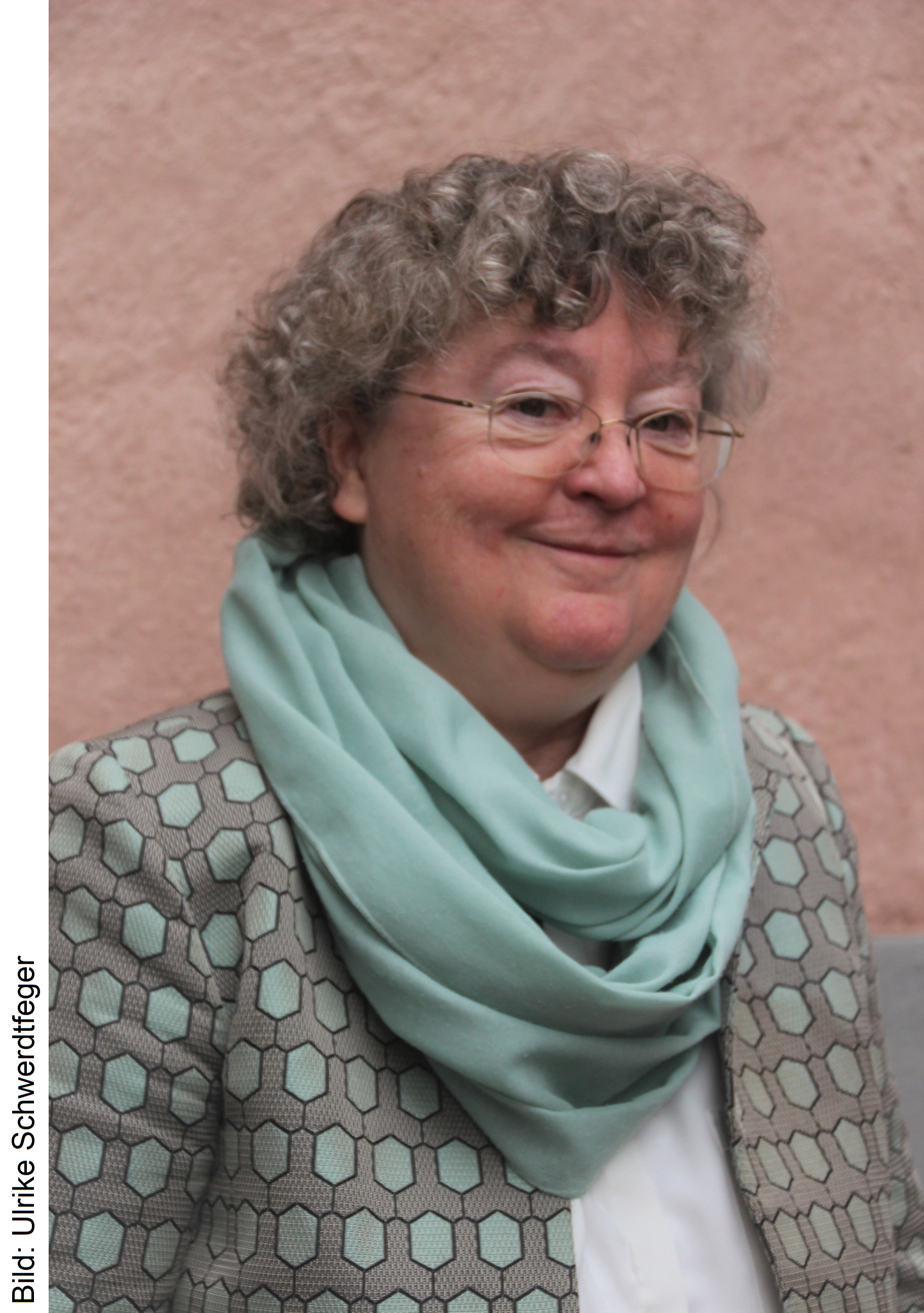
Dorothea Sattler (2022)

Dorothea Sattler  (* 9. Januar 1961 in Koblenz) ist eine deutsche römisch-katholische Theologin und Professorin für Dogmatik und Ökumenische Theologie am Ökumenischen Institut der Universität Münster.

## Leben
Sattler studierte Katholische Theologie und Romanistik an der Albert-Ludwigs-Universität Freiburg und an der Johannes-Gutenberg-Universität Mainz. In Mainz wurde sie bei Theodor Schneider 1992 mit einer Arbeit zur Buße im ökumenischen Gespräch promoviert und 1996 mit einer soteriologischen Arbeit für Dogmatik und Ökumenische Theologie habilitiert. Von 1996 bis 1998 übernahm sie eine Gastprofessur an der Freien Universität Berlin. Von 1998 bis 2000 war sie Professorin für Systematische Theologie und Religionspädagogik an der Bergischen Universität Wuppertal. Seit 2000 ist Sattler Professorin für Dogmatik und Ökumenische Theologie an der Universität Münster und Direktorin des Ökumenischen Instituts an der dort ansässigen Katholisch-Theologischen Fakultät. Sie ist eine der führenden Ökumenikerinnen in Deutschland und darüber hinaus.
Der Schwerpunkt ihrer Forschung im Bereich der Dogmatik und Ökumene liegt auf den aus der Reformation hervorgegangenen Kirchen. Sattler befasst sich theologisch besonders mit Themen der Schöpfung- und Sakramentenlehre aus ökumenischer Perspektive sowie mit Fragestellungen der Soteriologie. 
Dorothea Sattler ist zugewähltes Mitglied im Zentralkomitee der deutschen Katholiken (ZdK) und wurde dort am 25. November 2017 als ZdK-Vertreterin in die „Gemeinsame Konferenz“ von Deutscher Bischofskonferenz und ZdK gewählt. Seit 2005 ist sie auf römisch-katholischer Seite die wissenschaftliche Leiterin im Ökumenischen Arbeitskreis evangelischer und katholischer Theologen. Sattler war ferner, gemeinsam mit Bischof Franz-Josef Bode, die Vorsitzende des Synodalforums "Frauen in Diensten und Ämtern in der Kirche" beim Synodalen Weg.

## Auszeichnungen
2022 wurde Dorothea Sattler von der Universität Zürich für ihre Verdienste auf dem Gebiet der Ökumene die Ehrendoktorwürde verliehen.

## Schriften (Auswahl)
- Gelebte Buße. Das menschliche Bußwerk (satisfactio) im ökumenischen Gespräch. Grünewald, Mainz 1992 (Dissertation, Universität Mainz, 1992).
- Beziehungsdenken in der Erlösungslehre. Bedeutung und Grenzen. Herder, Freiburg im Breisgau 1997 (Habilitationsschrift, Universität Mainz, 1996).
- mit Friederike Nüssel: Menschenstimmen zu Abendmahl und Eucharistie. Erinnerungen – Anfragen – Erwartungen. Lembeck, Frankfurt am Main 2004.
- mit Paul Deselaers: Es wurde Licht. Die Botschaft der biblischen Schöpfungstexte. Herder, Freiburg im Breisgau 2005 (auch auf Italienisch und Polnisch erschienen).
- mit Paul Deselaers: Gottes Wege gehen. Die Botschaft von Abraham und Sara. Herder, Freiburg im Breisgau 2007 (auch auf Polnisch erschienen).
- mit Michael Kappes, Christhard Lück, Werner Simon, Wolfgang Thönissen: Trennung überwinden. Ökumene als Aufgabe der Theologie. Herder, Freiburg im Breisgau 2007.
- mit Friederike Nüssel: Einführung in die ökumenische Theologie. WBG, Darmstadt 2008.
- Erlösung? Lehrbuch der Soteriologie. Herder, 2. Aufl. 2023, Freiburg im Breisgau.
- Kirche(n). Schöningh, Paderborn 2012.
- mit Paul Deselaers: Die Schöpfung in der Bibel. Herder, Freiburg im Breisgau 2013.
- (Hrsg.): Theodor Schneider, Kritische Treue. Grundfragen der Systematischen Theologie. Grünewald, Ostfildern 2018.
- (Hrsg.) mit Hacik Gazer, Markus Iff, Werner Klän: Versöhnung im Gedächtnis Jesu Christi. Abendmahl, Eucharistie und Heiliges Opfer ökumenisch sensibel betrachten. Ein Beitrag zur 11. Vollversammlung des ÖRK (Karlsruhe August 2022) (= Ökumenische Studien 50). Lit, Berlin 2022.